# Восход (Лоевский район)
Восход (бел. Васход) — деревня в Страдубском сельсовете Лоевского района Гомельской области Беларуси.
На севере и западе граничит с лесом.

## География

### Расположение
В 12 км на северо-запад от Лоева, 49 км от железнодорожной станции Речица (на линии Гомель — Калинковичи), 69 км от Гомеля.

## Транспортная сеть
Рядом автодорога Лоев — Речица. Планировка состоит из короткой прямолинейной улицы, близкой к меридиональной ориентации, к центру которой под прямым углом с востока присоединяется от автодороги короткая прямолинейная улица. Застройка двусторонняя, редкая, деревянная, усадебного типа.

## История
Основана в начале 1920-х годов переселенцами из соседних деревень на бывших помещичьих землях. В 1930 году организован колхоз «Искра востока», работали конная круподёрка и кузница. Во время Великой Отечественной войны в 1943 году оккупанты сожгли деревню и убили 13 жителей. Согласно переписи 1959 года в составе совхоза «Днепровский» (центр — деревня Переделка). До 31 декабря 2009 года в составе Переделковского сельсовета.

## Население

### Численность
- 1999 год — 26 хозяйств, 42 жителя.

### Динамика
- 1940 год — 70 дворов, 286 жителей.
- 1959 год — 259 жителей (согласно переписи).
- 1999 год — 26 хозяйств, 42 жителя.